# The Hirsch Effekt
Pour les articles homonymes, voir Hirsch.
The Hirsch Effekt est un groupe de punk rock allemand, originaire de Hanovre. Son style musical est souvent appelé « artcore ».

## Biographie
Les musiciens Nils Wittrock et Ilja Lappin se rencontrent à la Hochschule für Musik, Theater und Medien Hannover, et forment le groupe en 2008 avec Philipp Wende. Le nom du groupe fait référence à la découverte par la médecin juive allemande Rahel Hirsch de la perméabilité des muqueuses de l'intestin grêle, qu'elle déclare comme effet de cerf (Hirsch Effekt).
En 2009, The Hirsch Effekt produit et sort une démo éponyme de cinq chansons. Le groupe les envoie sur des fanzines, blogs, des labels indépendants et des voyagistes en Allemagne, accompagnés de lettres manuscrites. En particulier, grâce à leur collaboration avec Kammerchor Hannover et ses références orchestrales, ils rompent les conventions de l'emocore et du mathcore
Ils sortent leur premier album, Holon: Hiberno, le 19 mars 2010 au label Midsummer Records, avec Jens Sifert à la production, qui est la première partie de la trilogie Holon. Après une apparition avec le groupe d'emopunk Adolar, ils entrent en contact avec l'opérateur du label Käpt'n plate, qui en début de février 2011 l'édition vinyle de Holon: Hiberno.
En collaboration avec Ampire Records, label de Francfort, le split EP Perigæum / Apogæum, avec le groupe de punk hardcore Caleya, sort la même année. Käpt'n Platte sort un single du groupe Adolar, auquel participe le groupe.
Plus tard, le groupe apparait en première partie de The Dillinger Escape Plan, dans le cadre de la série de concerts Visions in Concert. Le groupe américain reprend ensuite The Hirsch Effekt l'année suivante sur leur tournée. En outre, le trio donne de nombreux concerts et organise un autre split avec le groupe Zinnschauer. Puis sort la troisième partie de la trilogie Holon ; Holon: Agnosie est en 2015 sur Long Branch Records.
Au début du mois d'août 2017, The Hirsch Effekt participe au Wacken Open Air. Au milieu du même mois sort leur quatrième album, Eskapist, qui amène le groupe, entre autres, en couverture du magazine FUZE. L'album grimpe à la 21e place des charts allemands.

## Style musical
Les paroles des premières chansons ne durent souvent que quelques lignes, et se limitent principalement à des problèmes personnels et émotionnels. Après la fin de la trilogie Holon, l’album Eskapist se révèle politique, Wittrock s’occupant depuis la fin de l’année de problèmes socio-critiques, du fascisme, du populisme de droite et du terrorisme. La sortie de l'album vient d'une expérience vécue par Wittrock à la fin de 2015 après une fausse alerte au terrorisme présumée à Hanovre.

## Discographie

### Albums studio
- 2010 : Holon : Hiberno (Midsummer/Cargo Records)
- 2012 : Holon : Anamnesis (Midsummer/Cargo Records)
- 2015 : Holon : Agnosie (Long Branch Records)
- 2017 : Eskapist (Long Branch Records)

### EP et splits
- 2009 : The Hirsch Effekt (EP)
- 2010 : Apogæum / Perigæum (Split avec Caleya chez Midsummer/Cargo Records)
- 2012 : Vituperator / Weltsehen (split-single avecAdolar chez Kapitän Platte)
- 2013 : Fixum (split-EP avec Zinnschauer chez Kapitän Platte)